# Feria del Sol (Mérida)
Feria del Sol (Sunce fer ili Sunce Festival), poznat još i kao Taurino Carnaval de América je internacionalni kulturni festival, koji se svake godine održava u Méridi, u Venezueli.

## Aktivnosti
Festival se održava tijekom veljače, u isto vrijeme kao i karneval. Tijekom festivala održavaju se brojne kulturne i komercijalne izložbe, koncerte, povorke, sportska natjecanja, prodaja stoke i izbor Kraljice izložbe (Reina del Sol).
Nakon izgradnje arene za borbu s bikovimau njoj se održava festival. Prvotno je planirano da festival bude početkom prosinca oko proslave dana Bezgrešnog začeća Marijina, ali je to kasnije promijenjeno. Prvi festival je održavan dva dana, 9. i 10. prosinca. Zbog stalne kiše u prosincu organizatori festivala odlučili su ga premjestiti u veljaču. Borbe s bikovima u Meridi jedni su on najpoznatijih obilježja Venezuele, i jedni su od najpoznatijih borba s bikovima na svijetu.

## Vanjske poveznice
- (šp.) Feria del Sol